# Castel Masegra
Castel Masegra sorge a Sondrio in posizione dominante, all'imbocco della Valmalenco. È l'unico dei tre castelli cittadini sopravvissuto allo smantellamento di tutte le fortificazioni valtellinesi disposto da parte dei Grigioni nel 1639; ciò è dovuto al fatto di essere stato all'epoca residenza della potente famiglia grigionese dei Salis.

## Storia
La fondazione del castello sarebbe avvenuta o nel 1041 o dopo il 1048 da parte della famiglia ticinese dei de' Capitani o Capitanei, tra i maggiori feudatari valtellinesi del periodo; la sua datazione medievale è testimoniata ancor oggi dai due torrioni posti a nord-est e nord-ovest. A quell'epoca il suo uso era prevalentemente militare e l'ingresso avveniva da ovest, tramite uno stretto sentiero che saliva dal lungo Mallero. Nel corso dei secoli ha subito numerosi rimaneggiamenti per adattarlo alle diverse funzioni dominanti per le quali venne utilizzato.
Nel 1436 (o 1433) il castello fu ceduto alla famiglia Beccaria di Tresivio. 
Nel 1491 venne realizzato l'attuale portale d'ingresso.
In epoca rinascimentale il castello assunse una funzione prevalentemente residenziale: ciò è testimoniato da alcuni elementi architettonici esterni, come la loggetta e, nel lato sud, la torretta adibita a colombaia, ma anche da una pregevole stanza affrescata con la volta ad ombrello. 
Con l'avvento dei Grigioni divenne dimora della famiglia Salis che lo utilizzò come residenza, ma soprattutto come deposito di vini. Risale a questo periodo l'attuale ingresso dal lato est, che consentiva di accedere al castello con i carri.
Con il ritorno della Valtellina al Ducato di Milano, il castello entrò in possesso della famiglia Guicciardi, che lo donò al Demanio. Fu quindi utilizzato come caserma ed in seguito come sede del Distretto militare, fino agli anni Ottanta.
Presso le antiche scuderie è stato aperto il Museo Storico Castello Masegra che illustra i tre secoli della dominazione dei Grigioni in Valtellina (1512-1797).